# Warburg (Alberta)
Warburg è un villaggio del Canada, situato in Alberta, nella divisione No. 11.